# Cadrema nigricornis
Cadrema nigricornis är en tvåvingeart som först beskrevs av Thomson 1869.  Cadrema nigricornis ingår i släktet Cadrema och familjen fritflugor. Inga underarter finns listade i Catalogue of Life.